# Marian Bugajski
Marian Bugajski (ur. 24 września 1949 w Boguszowie) – językoznawca, teoretyk komunikowania, medioznawca; kierownik Zakładu Komunikacji Językowej na Uniwersytecie Zielonogórskim, członek Rady Języka Polskiego przy Prezydium Polskiej Akademii Nauk, przewodniczący Okręgowego Komitetu Olimpiady Literatury i Języka Polskiego w Zielonej Górze.
Marian Bugajski studiował polonistykę na Uniwersytecie Wrocławskim w latach (1967–1972), tam też uzyskał doktorat w (1979) i habilitację w (1988). Przez dwadzieścia lat pracował w Instytucie Filologii Polskiej.
W latach 1979–1982 wykładał język i kulturę polską w burgaskim Instytucie Turystyki Międzynarodowej w Bułgarii. Po powrocie zajmował się organizacją kształcenia cudzoziemców, a w latach 1986–1989 pełnił funkcję Kierownika Zakładu Języka i Kultury Polskiej dla Cudzoziemców w Instytucie Filologii Polskiej Uniwersytetu Wrocławskiego. W latach 1988–1990 wykładał język i kulturę polską na Moskiewskim Uniwersytecie Państwowym im. M.W. Łomonosowa. Od 1992 pracuje na Uniwersytecie Zielonogórskim, gdzie kieruje Zakładem Komunikacji Językowej. Tytuł profesora nauk humanistycznych otrzymał w 2005.
W kręgu zainteresowania i prowadzenia badań szczególne miejsce zajmuje językoznawstwo normatywne i kulturowe, teoria komunikacji językowej i komunikacja medialna. Tej problematyce poświęcił książkę Język w komunikowaniu, wydanej w 2006. Popularyzator wiedzy o języku i kulturze mowy, twórca pierwszego polskiego internetowego poradnika językowego, który prowadzi na stronach zielonogórskiego radia „Zachód” od 6 lutego 2003.

## Twórczość

### Książki
- Językoznawstwo normatywne, Warszawa 1993
- Pół wieku kultury języka w Polsce (1945-1995), Warszawa 1999
- Jak pachnie rezeda? Lingwistyczne studium zapachów, Wrocław 2004
- Język w komunikowaniu, Warszawa 2006 (przetłumaczone na j. rosyjski: Язык коммуникации, Харьков, 2010).
- Jak pachnie rezeda?, 2004

### Artykuły
- Odbiorca i adresat w procesie komunikacji, w: Zielonogórskie seminaria polonistyczne, red. S. Borawski, J. Brzeziński, Zielona Góra
- Język a przestrzenie wizualne i akustyczne, w: Przestrzenie wizualne i akustyczne człowieka, red. A. Janiak, W. Krzemińska, A. Wojtasik-Tokarz, Wrocław 2007
- Pragmatyka a lingwistyka normatywna, w: Poradnik Językowy nr 4, 2013
- Prawda w słownikach języka polskiego, w: Oblicza prawdy w filozofii, kulturze, języka, red. A. Kilklewicz, E. Starzyńska-Kościuszko, Olsztyn 2014
- Kultura języka w internecie, w: Poradnik Językowy nr 9, 2015